# Josef Weinlechner

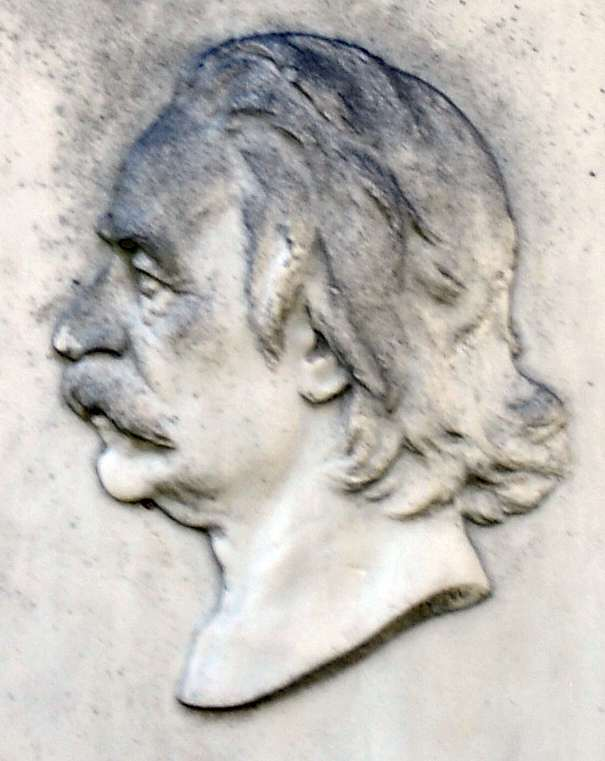
Josef Weinlechner, Relief am Wiener Zentralfriedhof

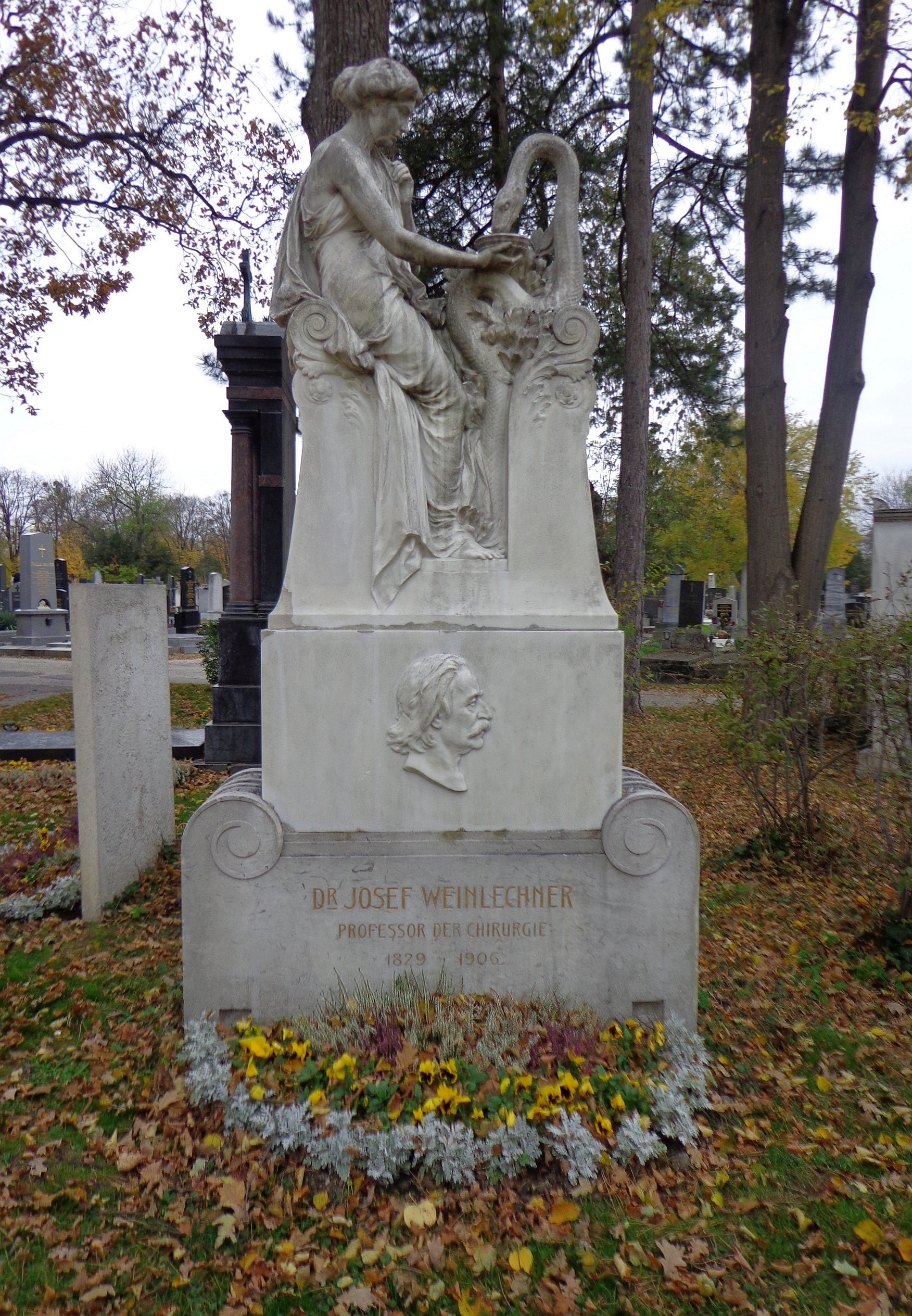
Wiener Zentralfriedhof – Ehrengrab von Josef Weinlechner

Josef Weinlechner (* 3. März 1829 in Altheim; † 30. September 1906 in Höflein) war ein österreichischer Kinderchirurg.

## Leben
Nach der Volksschule schickten ihn seine Eltern nach Kremsmünster an das dortige Stiftsgymnasium der Benediktiner. 1849 begann er ein Medizinstudium in Wien, das er am 13. Juni 1854 mit der Promotion zum Doktor der Medizin abschloss. Ein Jahr später wurde er zum „Doctor der Chirurgie“ promoviert. Nach Beendigung der Assistenzzeit 1863 folgten eher ruhige Jahre, er leitete kurzzeitig das Offiziersspital im Schloss Augarten in Wien. 1865 habilitierte er sich und erhielt eine feste Anstellung als Primarchirurg am St. Anna Kinderspital. Drei Jahre später war er Primararzt an der Rudolfstiftung Wien. 1873 erhielt er die Ernennung zum außerordentlichen Professor, die zum ordentlichen Professor erfolgte im Jahr 1878.
1900 begann Weinlechner, sich langsam aus dem Berufsleben zurückzuziehen, 1902 ging er endgültig in den Ruhestand. Ein Jahr zuvor wurde ihm der Titel eines k.u.k. Hofrats verliehen.
1906 starb der Chirurg während einer Jagd an den Folgen eines Schlaganfalles, er wurde am 3. Oktober begraben und liegt in einem Ehrengrab auf dem Wiener Zentralfriedhof (Gruppe 14 A, Nummer 42). Im Jahr 1910 wurde in Wien-Landstraße (3. Bezirk) die Weinlechnergasse nach ihm benannt.

## Schriften (Auswahl)
- Vier Fälle von Carcinoma mammae mit Chlorzinkpaste behandelt. In: Wiener medizinische Presse. Nr. 13, 1876, S. 430 ff.